# Gerard Meijer (hoogleraar)
Gerardus Johannes Maria (Gerard) Meijer (Zeddam, 6 april 1962) is een Nederlands natuurkundige. 
Meijer studeerde en promoveerde in 1988 in de natuurkunde aan de Katholieke Universiteit Nijmegen. De titel van zijn proefschrift was UV spectroscopy of gas-phase molecules; combustion diagnostics. Van 1995 tot 1999 was hij daar ook hoogleraar experimentele natuurkunde.
In 2003 werd hij directeur van het Fritz-Haber-Institute (FHI) van de Max-Planck-Society in Berlijn. Op 1 september 2012 volgde hij Roelof de Wijkerslooth op als voorzitter van het college van bestuur van de Radboud Universiteit. Van 1 december 2015 tot mei 2016 was Meijer tevens (waarnemend) rector van de Nijmeegse universiteit. Per 1 januari 2017 stopte hij als voorzitter van het college van bestuur en keerde hij terug naar Berlijn als directeur van het Fritz-Haber-Institute.
In 1999 ontving hij de eretitel Simon Stevin Meester.